# 哈维·贝内特
哈维·贝内特（1930年8月17日—2015年2月25日），生名哈维·贝内特·菲施曼，于1930年8月17日出生于伊利诺伊州芝加哥，是美国的一位电视、电影制片人以及剧作家。贝内特曾参与了《星际旅行》第二至第五集电影的剧本写作，并因此而著称。